# Eudrapa
Eudrapa é um gênero de traça pertencente à família Arctiidae.